# Habropogon vittatus
Habropogon vittatus är en tvåvingeart som beskrevs av Weinberg 1973. Habropogon vittatus ingår i släktet Habropogon och familjen rovflugor. Inga underarter finns listade i Catalogue of Life.